# Tsutomu Ishizuki
Tsutomu Ishizuki (石月努, Ichinomiya, 8 de janeiro de 1977) é um cantor, músico e designer japonês, mais conhecido por ser vocalista e compositor da banda Fanatic Crisis de 1992 a 2005. Dois anos depois, começou a trabalhar como designer. Em 2012, retornou a música iniciando uma carreira solo e em 2019, Ishizuki e os dois guitarristas do Fanatic Crisis formaram a subunidade Fantastic Circus.

## Carreira
Dos 3 aos 13 anos, Ishizuki aprendeu a tocar violino. A primeira banda que ele integrou foi J'axil. Em 1992, ele se reuniu com Kazuya e Ryuji para formar a banda Fanatic Crisis, sendo o guitarrista inicialmente, trocando para os vocais por sugestão dos membros. Após ganharem popularidade na região de Nagoya e fazer parte do movimento emergente Nagoya kei, eles se tornaram bem sucedidos em meados de 1997 após conseguirem contrato com uma grande gravadora, sendo chamados de um dos "quatro reis celestiais do visual kei dos anos 90" ao lado de Shazna, La'cryma Christi e Malice Mizer. Eles se tornaram populares pelos estilos de moda pop idealizados por Ishizuki, porém se separaram em 2005. Canções famosas da banda que foram escritas pelo vocalista incluem "Hinotori", "Sleeper" e "Maybe true".
Dois anos depois da separação do Fanatic Crisis, ele começou a trabalhar como designer de joias, mas também atuando em outras áreas de design como moda, arquitetura e arte. Ele também compôs algumas músicas para projetos nesta época, como "evergreen Inochi no Utagoe" para a Cruz Vermelha Japonesa.
Em 2012, ele voltou a carreira musical iniciando uma carreira solo. Seu primeiro trabalho solo foi o DVD single "365 no Kiseki", limitado a 2,106 cópias que esgotaram. Foi seguido pelo single "I.S./Gin no Ame." em outubro. Quando questionado sobre o porquê do retorno, ele conta que o sismo e tsunâmi de Tohoku em 2011 o sensibilizou e ele decidiu voltar a fazer música para expressar seus sentimentos. Em 5 de dezembro ele lançou o EP Drop, que alcançou a 18ª posição na parada Oricon e chegou ao primeiro lugar na parada Usen. Em janeiro de 2013 fez seu primeiro show solo no Shibuya Public Hall. Ishizuki contou que escolheu esta casa de shows pois foi onde Fanatic Crisis realizou seu último show como banda independente. Seu primeiro álbum de estúdio, Pteranosaurus, foi lançado em 5 de junho de 2013 e foi seguido pelo álbum acústico Unproud em 4 de agosto.
Ishizuki produziu o evento "vVS1.2015 ~Kinema Club no Hen~" realizado em Tóquio no dia 3 de maio de 2015 com a banda Merry como convidada especial. Em janeiro de 2016 lançou um álbum de grandes êxitos chamado Best Works 2012-2015 [Episode 1]. Dois anos depois, lançou Best Works 2016-2018 [Episode 2]. Em 13 de agosto de 2018 lançou o álbum Songman em colaboração com músicos como Kiyoshi (ex. hide with Spread Beaver) e Casper. No dia 2 de dezembro o cantor participou do evento de apoio a portadores do vírus HIV Hope And Live. O mini álbum Sōseiki foi lançado em 1 de maio de 2019 de forma limitada.
Em 2019, Ishizuki e os guitarristas Kazuya e Shun se reuniram para um show em 9 de novembro, formando uma subunidade do Fanatic Crisis, nomeada Fantastic Circus. O trio anunciou o álbum Teinseism para ser lançado em março de 2023 contendo músicas famosas do Fanatic Crisis.
O músico lançou o álbum autobiográfico Yagiza no Mori em 7 de abril de 2020. Lançou o álbum Ten em 7 de novembro de 2022, onde a canção "Prayboy" foi composta por Kazuya.

## Vida pessoal
Tsutomu Ishizuki nasceu em Ichinomiya, Aichi, Japão, em 8 de janeiro de 1977, filho de um médico veterinário. Estudou na Escola Técnica de Okoshi. Seu pai faleceu em outubro de 2023.

## Discografia
Álbuns de estúdio
- Pteranosaurus (プテラノサウルス, 5 de junho de 2013)
- Bokutachi wa Jikan wo Tomete Koi o Suru. (僕達は時間を止めて恋をする。, 11 de outubro de 2014)
- Rēzondētoru no Hanataba (レーゾンデートルの花束, 7 de julho de 2017)
- Songman (13 de agosto de 2018)
- Safari World (13 de agosto de 2019)
- Yagiza no Mori (山羊座の森, 7 de abril de 2020)
- World's End (19 de setembro de 2020)
- Shinsekai - World's Introduction (30 de novembro de 2020)
- Folkroar (30 de setembro de 2021)
- Ten (7 de novembro de 2022)

EPs
- Drop (5 de dezembro de 2012)
- Unproud  (14 de agosto de 2013)
- Wonderfall ~Love Songs~ (25 de maio de 2016)
- Wonderfall ~Hyakkiyakō~ (29 de junho de 2016)
- Wonderfall ~Life~ (27 de julho de 2016)
- Unproud II (16 de novembro de 2016)
- Unproud III (1 de novembro de 2017)
- Sōseiki (1 de maio de 2019)
- Unproud IV (30 de junho de 2021)

Singles
- "IS/Gin no Ame."
- "My Way/I Believe"
- "Ame nochi, kimi ga saku. / Shang-Hi-Baby"
- "White Disc"
- "Black Disc"
- "Runway to the Future/Tabooooo"
- "Wonderfall"
- "Taisetsuna Kimi ni Okuru Uta" (大切な君に贈る唄)
- "Seika"
- "Kaisō Ressha" (回想列車)
- "ReGeneration"
- "Lost"
- "Stars"
- "Sōseiki"
- "Overdose"